# حمل تبريد
حمل التبريد هو معدل الحرارة الكامنة و الحرارة المحسوسة الواجب إزالته من الهواء لكي تظل الرطوبة و درجة حرارة البصيلة الجافة ثابتتين، حيث تُسبب الحرارة المحسوسة داخل الغرفة إلى زيادة درجة حرارة الهواء بينما ترتبط الحرارة الكامنة بارتفاع الرطوبة في الغرفة، ويُمكن أن تؤثر عوامل علي حمل التبريد مثل تصميم المبنى والأجهزة الموجودة بالداخل والاثاث وظروف الطقس الخارجي وذلك بطرق مختلفة ومتنوعة لانتقال الحرارة، ويُقاس الحمل الحراري في النظام الدولي للوحدات بالواط.

## نظرة عامة
يلزم حساب حمل التبريد وذلك لاختيار معدة التدفئة والتهوية وتكييف الهواء لكي تقوم بتوفير السعة التبريدية المناسبة لتبريد المكان وإزالة الحرار من المنطقة، ويمكن أن تكون المنطقة مساحة ما لها درجة حرارة ورطوبة حرارة مُكتسبة يلزم التحكم بهم أو مساحة مغلقة من المبنى بغرض التحكم في درجة حرارتها ورطوبتها بواسطة حساس أو ثرموستات، ويدخل في الحسبان أثناء حساب حمل التبريد بطرق مختلفة انتقال الحرارة سواء بالتوصيل أو بالحمل أو بالإشعاع، وهنالك مناهج مختلفة لحسابه تتضمن الاتزان الحراري، ومتسلسلة الإشعاع واختلاف درجة حرارة حمل التبريد ودالة الانتقال للحرار ، وكذلك درجة حرارة الأشياء المحيطة، وتتضمن تلك الطرق لحساب الحمل التبريدي إما في الحالة الثابتة أو في ظروف متغيرة، وتلك الطرق موجودة في كتاب آشري، وكذلك معايير المنظمة الدولية للمعايير 11855 والمنظمة الأوربية للمعايير في إصداراتها EN 15243 و EN 15255، وتفضل الجمعية الأمريكية لمهندسي التبريد والتدفئة وتكييف الهواء طريقة الاتزان الحراري وطريقة الإشعاع المتسلسل.

## الفرق عن الحرارة المكتسبة
ويجب التفريق بين الحمل التبريدي والحرارة المكتسبة للمبنى حيث أن الحرارة المكتسبة تُشير إلى معدل انتقال الحرارة إلي الداخل أو الحرارة المتولدة بداخل المبنى، وعلي غرار الحمل التبريدي فإن الحرار المكتسبة يُمكن أن تُقسم إلى كامنة ومحسوسة ويمكن أن تتواجد في صورة توصيل أو حمل أو إشعاع، وتدخل الخواص الحرارية الفيزيائية للحوائط والأرضيات والنوافذ وكثافة الإضاءة وكفاءة الأجهزة في حساب الحرارة المكتسبة بداخل المبني، وكتاب آشري يبين طرق حساب الحرارة المكتسبة بأكثر من طريقة:.
1. الإشعاع الشمسي خلال الاسطح الشفافة
2. الحراة بالتوصيل خلال الأسطح والحوائط
3. الحرارة بالتوصيل خلال الأرضيات
4. انتقال الطاقة عن طريق الهواء
5. حرارة مكتسبة متنوعة

## حمل التبريد في أنظمة الهواء
في أنظمة الهواء يتم فرض الحمل الحراري للحرارة المكتسبة بأنها هي نفسها الحمل التبريدي، وبالتالي فإن الحرار المكتسبة بالإشعاع عبر الحوائط والأرضيات والمفروشات تُسبب زيادة في درجة الحرارة وبالتالي يؤدي إلى انتقال تلك الحرارة إلى الهواء عن طريق الحمل، وإذا ظلت الرطوبة وكذلك الحرارة للهواء ثابتة بالتالى فعندئذ معدل طرد حرارة الحمل الحراري والحمل التبريدي متعادلان، وبالتالي فإن الحمل التبريدي يختلف خلال نفس المبنى وفي أنظمة هواء بأنواع مختلفة.

## حمل التبريد في الأنظمة المُشعة
ليس كل الحمل الحراري للحرارة المكتسبة يُصبح حمل تبريد في الأنظمة المُشعة وذلك بسبب نظام الإشعاع لديه حدود لكم الحرارة الممكن ازالتها بالحمل، فالحرارة المكتسبة بالإشعاع يتم امتصاصها بواسطة الأسطح الباردة، وإذا كانت الأسطح الباردة الممتصة إذن فتتحول تلك الحرارة المكتسبة إلى حمل تبريد مباشرة وإذا كان السطح غير نشط فتزداد درجة الحرارة مما يُسبب انتقال الحرارة إلى الهواء بواسطة الحمل والإشعاع.